# Coming Home (Sons of Apollo)
Coming Home è un singolo del gruppo musicale statunitense Sons of Apollo, pubblicato il 15 settembre 2017 come secondo estratto dal primo album in studio Psychotic Symphony.

## Tracce
1. Coming Home – 4:23 (testo: Jeff Scott Soto, Derek Sherinian, Mike Portnoy – musica: Derek Sherinian, Ron Thal, Mike Portnoy)

## Formazione
Gruppo
- Mike Portnoy – batteria, percussioni, voce
- Derek Sherinian – tastiera
- Ron "Bumblefoot" Thal – chitarra, voce
- Billy Sheehan – basso
- Jeff Scott Soto – voce

Produzione
- The Del Fulvio Brothers (Mike Portnoy, Derek Sherinian) – produzione
- Jerry Guidroz – ingegneria del suono
- Greg Foeller – assistenza tecnica
- Corey Mast – ingegneria del suono aggiuntiva
- Brent Woods – ingegneria del suono aggiuntiva
- Simone Sello – ingegneria del suono aggiuntiva
- Thomas Cuce – ingegneria del suono aggiuntiva
- Jay Ruston – missaggio
- Paul Logus – mastering